# Daniel Steinmann (Schiff)
Die Daniel Steinmann war ein 1875 in Dienst gestelltes Passagierschiff der belgischen Reederei White Cross Line, das als Ozeandampfer auf dem Atlantischen Ozean verkehrte und Passagiere und Fracht zwischen Antwerpen und New York beförderte. Am 3. April 1884 lief die Daniel Steinmann in der Nähe des Leuchtturms von Sambro Island am Eingang zum Hafen von Halifax bei stürmischer See und dichtem Nebel auf das Riff Mad Rock Shoal und ging binnen weniger Minuten unter. Von den 130 Menschen an Bord wurden nur neun gerettet, darunter der Kapitän.

## Das Schiff
Das 1.785 BRT große Dampfschiff Daniel Steinmann lief 1875 unter dem Namen Khedive in der Werft von John Cockerill im Antwerpener Stadtteil Hoboken vom Stapel. Es wurde für das Unternehmen A. Smyers & Cie gebaut, das es im Baltikum einsetzte. Der knapp 85 Meter lange Rumpf war aus Eisen gebaut und durch fünf wasserdichte Schotten unterteilt. Auf zwei Decks konnten bis zu 900 Personen untergebracht werden. Die beiden Masten waren mit der Takelage einer Brigantine versehen. Das Schiff war mit 100.000 US-Dollar in Paris versichert.
1877 wurde das Schiff von der White Cross Line gekauft. Die White Cross Line war eine belgische Reederei mit Sitz in Antwerpen. Sie ging auf die 1854 in Antwerpen gegründete Gesellschaft Steinmann, Ludwig & Cie zurück, die mit gecharterten Segelschiffen einen rege genutzten Auswanderungsdienst nach New York betrieb.
Gründer war der aus der Schweiz stammende Schifffahrtspionier, Reeder und Schweizer Konsul in Antwerpen Daniel Steinmann (1825–1903), der 1852 von St. Gallen nach Antwerpen ausgewandert war. Nach ihm war das Schiff benannt. 1879 hatte er sich mit der ebenfalls in Antwerpen ansässigen Reederei Engels Line zusammengetan, woraufhin aus Steinmann, Ludwig & Cie die White Cross Line wurde. Die Daniel Steinmann fuhr auf der für ihre Reederei typischen Strecke Antwerpen–Halifax–New York. Sie brachte hauptsächlich Auswanderer nach Nordamerika.

## Untergang
Am Donnerstag, dem 20. März 1884 legte die Daniel Steinmann in Antwerpen unter dem Kommando von Kapitän Henri Schoonhoven zu einer weiteren Überfahrt über den Atlantik nach Halifax und New York ab. Schoonhoven war erst 26 Jahre alt, genoss aber einen ausgezeichneten Ruf als Kapitän. An Bord waren 90 Passagiere und 40 Besatzungsmitglieder. Die Passagiere waren hauptsächlich deutsche Auswanderer. Die Reise verlief ruhig und es herrschte durchweg gutes Wetter. Zwei Wochen später, am 3. April 1884, näherte sich der Dampfer Halifax an der Küste von Nova Scotia. Hier sollten 20 Passagiere von Bord gehen, von denen 14 nach Sherbrooke weiterreisen wollten. Die übrigen Passagiere waren für New York gebucht. Auch 350 Tonnen Fracht sollten in Halifax gelöscht werden und nach St. John, Amherst, Quebec, Montreal und Toronto weiter transportiert werden. Ein Sturm hatte inzwischen eingesetzt, der hohen Wellengang mit sich brachte. Die Dunkelheit war von Blitzen durchzuckt. Dazu herrschten dichter Nebel, starker Regenfall und gelegentliche Schneeböen.
Gegen 18.00 Uhr nahm Kapitän Schoonhoven Lichter wahr, die er für den Leuchtturm Chebucto Head Lighthouse an der Spitze der Halbinsel Chebucto hielt. Dieser Punkt markiert die südwestliche Grenze der natürlichen Bucht Halifax Harbour, in der der Hafen von Halifax liegt. Mittels einer Koppelnavigation wurde versucht, die Position der Daniel Steinmann zu ermitteln. Das Schiff war noch etwa 25 Meilen von dem Leuchtturm entfernt. Schoonhoven ließ stündlich die Wassertiefe per Lot messen. Der Küstenabschnitt war sehr felsig und galt als sehr gefährlich. Das Wasser war zudem relativ flach. Aufgrund dieser Bedingungen und des schlechten Wetters wurde die Geschwindigkeit stark reduziert. Die gesichteten Lichter verschwanden immer wieder im Nebel und konnten nur alle vier bis fünf Minuten gesehen werden. Die Daniel Steinmann wurde dennoch strikt auf ihrem Kurs gehalten.
Gegen 21.45 Uhr waren die Lichter an Steuerbord plötzlich deutlich zu sehen und das Nebelhorn von Sambro war zweimal zu hören. Kapitän Schoonhoven erkannte, dass es sich nicht um Chebucto Head Lighthouse, sondern um Sambro Island Lighthouse handelte und sich sein Schiff daher auf einer ganz anderen Position und falschem Kurs befand. Er befahl, das Ruder nach Backbord zu drehen, aber es war zu spät. Direkt danach prallte die Daniel Steinmann zweimal auf die Felsen des Riffs Mad Rock Shoal. Das Schiff erzitterte durch die Kollision. Es schoss über die Felsen hinaus und kam wieder in offenes Wasser.
Angsterfüllte Passagiere und Besatzungsmitglieder kamen an Deck gelaufen. Kapitän Schoonhoven beauftragte den Ersten und Zweiten Offizier mit dem Herablassen der Rettungsboote, wobei Frauen und Kinder zuerst hineingesetzt werden sollten. Während die Daniel Steinmann weiter auf die Klippen am Ufer zudriftete, schwappten gewaltige Brecher über das Schiff. Es wurde versucht, die Anker herabzulassen, um das Schiff zu stabilisieren. An Bord herrschten Panik und Verzweiflung. Wenige Minuten nach der ersten Grundberührung kam es erneut zu einem Zusammenstoß. Eine gewaltige Woge brach über dem Schiff zusammen und riss die Menschen an Deck mit sich. Nachdem die Daniel Steinmann ein drittes Mal gegen die Felsen geschleudert wurde, ging sie innerhalb kürzester Zeit unter und nahm mehrere Rettungsboote mit sich, die noch in ihren Davits hingen. Seit der ersten Kollision waren keine 20 Minuten vergangen.
Von den 130 Menschen an Bord überlebten neun, darunter der Kapitän, fünf Besatzungsmitglieder und drei Passagiere. Fünf Besatzungsmitglieder und zwei Passagiere erreichten in einem Rettungsboot das Land, der Kapitän und ein Passagier hatten sich an einer Mastspitze des Schiffswracks angeklammert und wurden noch lebend am nächsten Morgen gerettet. In den Tagen nach dem Unglück nahmen etwa 40 Boote an der Bergung der Todesopfer teil. Trotz dieser Bemühungen wurden nur elf Leichen gefunden, von denen die meisten schwer entstellt waren. Nachdem sich der Sturm gelegt hatte, wurde das Wrack von Tauchern inspiziert. Die Masten ragten deutlich aus dem Wasser. Der Katastrophe folgte eine offizielle Untersuchung durch das kanadische Department of Marine and Fisheries.

## Das Wrack
Das Wrack der Daniel Steinmann liegt aufrecht in etwa 25 Metern Tiefe 20 Meilen vor Halifax. Es ist von Metallplanken und Bohlen der Deckbeplankung, aber auch von Wein- und Sektflaschen umgeben, die zur Ladung gehört hatten. Das Wrack ist ein beliebtes und häufig erkundetes Tauchziel.